# Julen Agirrezabala
Julen Agirrezabala Astúlez (San Sebastián, 26 de dezembro de 2000) é um jogador de futebol espanhol que atua como goleiro no Valencia, emprestado pelo Athletic Bilbao.

## Carreira
Nascido em San Sebastián e criado na vizinha Errenteria, no País Basco, Agirrezabala se juntou à equipe juvenil do Athletic Bilbao em 2018, vindo do Antiguoko. Ele fez sua estreia com o time C durante a temporada 2019–20.
Em sua estreia com os reservas em 1 de novembro de 2020, Agirrezabala foi titular, defendendo um pênalti em uma vitória por 3–2 na terceira divisão contra o Portugalete. No dia 15 de março de 2021, ele renovou seu contrato até 2025.
Em junho de 2021, Agirrezabala foi convocado pelo técnico Marcelino para participar da pré-temporada com o time principal. Ele fez sua estreia no primeiro time - e na La Liga - em 16 de agosto, começando em um empate fora de casa por 0–0 contra o Elche. Ele passou a maior parte daquela temporada jogando pelos reservas, mas foi selecionado na Copa do Rei em preferência a Jokin Ezkieta, participando de vitórias sobre Barcelona e Real Madrid antes que a campanha fosse encerrada na fase semifinal pelo Valencia. Ezkieta se transferiu antes do início da temporada 2022–23 e Agirrezabala se tornou o principal substituto de Unai Simón na liga. Ele foi novamente utilizado na copa quando o time avançou para as semifinais mais uma vez, desta vez eliminado pelo Osasuna.
Agirrezabala jogou todos os minutos da campanha do Athletic na Copa do Rei de 2023–24, mantendo quatro jogos sem sofrer gols, incluindo em ambas as partidas da semifinal contra o Atlético de Madrid e na final contra o Mallorca. Neste jogo, defendeu o pênalti de Manu Morlanes na disputa de penalidades, fazendo os bascos conquistarem o troféu pela primeira vez em 40 anos.

### Carreira internacional
Em agosto de 2021, Agirrezabala foi convocado para a seleção espanhola sub-21 para duas partidas de eliminatórias para a Eurocopa da categoria. Em 8 de outubro, ele fez sua estreia em uma vitória sobre a Eslováquia. Em 2 de junho de 2023, ele foi convocado para as finais da Eurocopa Sub-21 realizadas na Geórgia e na Romênia. Naquele torneio, ele foi reserva de Arnau Tenas, mas jogou na terceira partida da fase de grupos contra a Ucrânia.

## Títulos
Athletic Bilbao
- Copa do Rei: 2023–24[12]